# Projekt 949
Projekt 949 je třída jaderných ponorek Sovětského námořnictva. Jedná se o nosiče nadzvukových křižujících protilodních střel Granit vyvinuté primárně pro napadání svazů nepřátelských letadlových lodí. Ve dvou skupinách bylo postaveno celkem 13 ponorek této třídy. Z toho dva kusy patří k verzi Projekt 949 Granit (v kódu NATO Oscar I) a 11 k verzi Projekt 949A Antěj (v kódu NATO Oscar II). Šest dalších nebylo dokončeno. Další ponorky tohoto typu Rusko v současnosti nevyvíjí. Sedm ponorek je stále v aktivní službě.

## Stavba

Projekt 949 Granit

Projekt 949A Antěj

Na vývoji třídy pracovala konstrukční kancelář Rubin. Dvě ponorky Projektu 949 byly postaveny v letech 1979–1983 loděnicí v Severodvinsku. K Severní sovětské flotile byly přiřazeny jako K-525 Archangelsk a K-206 Murmansk. Obě ponorky byly vyřazeny roku 2001.
Třináct ponorek verze Projekt 949A bylo po roce 1982 postaveno rovněž v Severodvinsku. Stavba ponorek K-135, K-160 a K-325 nebyla dokončena. Stejný osud postihl tři jednotky projektu 949U.
Jednotky této třídy:
| Jméno                                  | Verze                              | Spuštěna | Vstup do služby    | Status                                               |
| -------------------------------------- | ---------------------------------- | -------- | ------------------ | ---------------------------------------------------- |
| K-525 Archangelsk                      | Projekt 949                        | 1980     | 30. prosince 1980  | vyřazena 1996                                        |
| K-206 Murmansk (ex Minskij Komsomolec) | Projekt 949                        | 1982     | 30. listopadu 1983 | vyřazena 1998                                        |
| K-148 Krasnodar                        | Projekt 949A                       | 1985     | 30. září 1986      | aktivní                                              |
| K-173 Krasnojarsk                      | Projekt 949A                       | 1986     | 31. prosince 1986  | vyřazena 2010                                        |
| K-132 Irkutsk                          | Projekt 949A                       | 1987     | 30. prosince 1988  | aktivní                                              |
| K-119 Voroněž                          | Projekt 949A                       | 1988     | 29. prosince 1989  | aktivní                                              |
| K-410 Smolensk                         | Projekt 949A                       | 1990     | 22. prosince 1990  | aktivní                                              |
| K-442 Čeljabinsk                       | Projekt 949A                       | 1990     | 28. prosince 1990  | aktivní                                              |
| K-456 Tver (ex Kasatka, Viljučinsk)    | Projekt 949A                       | 1991     | 18. srpna 1992     | aktivní                                              |
| K-266 Orjol                            | Projekt 949A                       | 1992     | 30. prosince 1992  | aktivní                                              |
| K-186 Omsk                             | Projekt 949A                       | 1993     | 10. prosince 1993  | aktivní                                              |
| K-141 Kursk                            | Projekt 949A                       | 1994     | 30. prosince 1994  | 12. srpna 2000 ztracena při nehodě                   |
| K-150 Tomsk                            | Projekt 949A                       | 1996     | 30. prosince 1996  | aktivní                                              |
| K-135 Volgograd                        | Projekt 949A                       | –        | –                  | kýl založen 1993, stavba zrušena                     |
| K-160 Barnaul                          | Projekt 949A                       | –        | –                  | stavba zrušena                                       |
| K-329 Belgorod                         | Projekt 09852 (dříve projekt 949A) | 1992     | 23. dubna 2019     | kýl založen 1992, dokončována jako speciální ponorka |

## Konstrukce

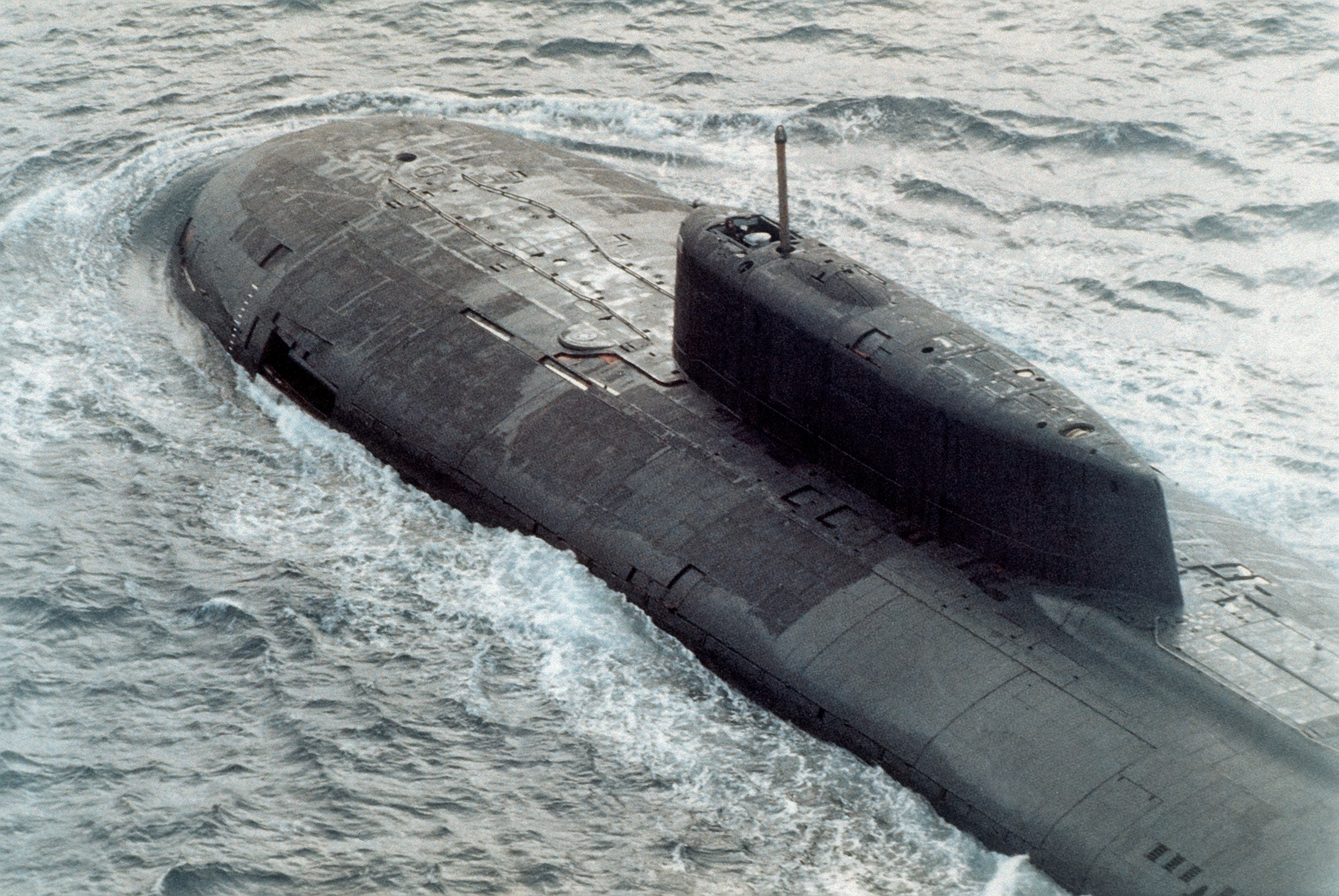
K-525 Archangelsk

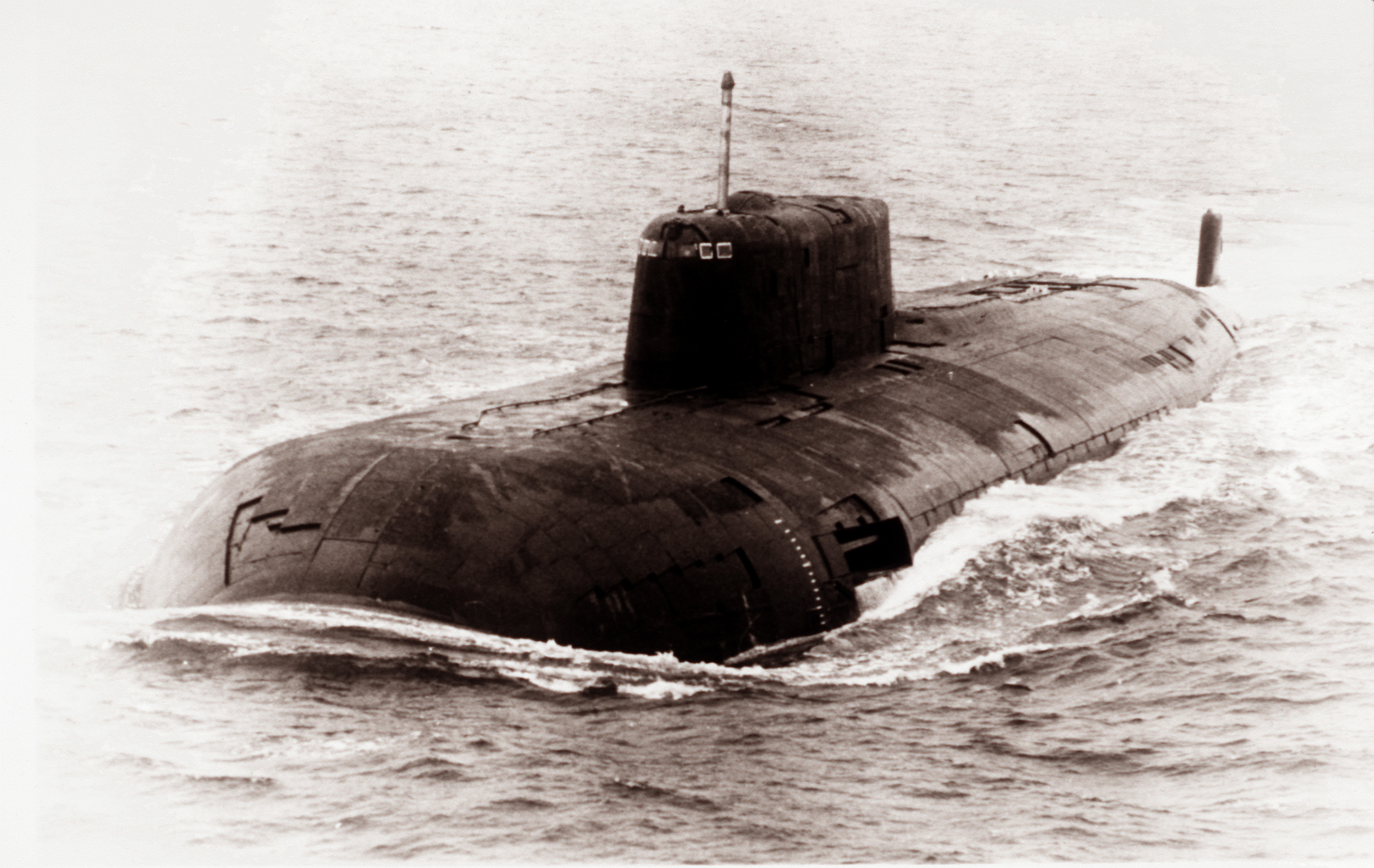
K-525 Archangelsk

Ponorky mají dvoutrupou konstrukci rozdělenou do deseti vodotěsných oddělení. Torpédovou výzbroj tvoří čtyři 533mm torpédomety a dva 650mm torpédomety. Mimo torpéd mohou vypouštět například protilodní střely RPK-7 Veter (v kódu NATO SS-N-16 Stallion) s dosahem 50 km. Hlavní údernou výzbroj tvoří 24 nadzvukových protilodních střel P-700 Granit s doletem 550 km. Střely mohou být vypuštěny z ponořené ponorky. Pohonný systém tvoří dva reaktory a dvě turbíny. Nejvyšší rychlost je 18 uzlů na hladině a 30 uzlů pod hladinou.

## Modernizace
Ruské námořnictvo plánuje rozsáhlou modernizaci svých ponorek na nový standard projekt 949AM. Původní střely Granit nahradí 72 protilodních a protizemních střel typů 3M55 Oniks (v kódu NATO: SS-N-26 Strobile) a 3M54 Kalibr (v kódu NATO: SS-N-27 Sizzler). Modernizovány mají být rovněž střelecké, navigační a komunikační systémy, sonary, radary i systémy elektronického boje. Instalován má být vylepšený bojový řídící systém Omnibus-M.